# برويبا فيلافرانسا دي أورديزيا 2015
برويبا فيلافرانسا دي أورديزيا 2015 (بالبشكنشية: Ordiziako Klasika )‏ هو سباق دراجات هوائية، وهو الموسم رقم 92 من نفس السباق، وأقيم في 25 يوليو 2015، وامتدّ لمسافة 170 كيلومتر، وهو أحد سباقات طواف أوروبا للدراجات 2015، وهو من نوع سباق يوم واحد، وقد شارك في السباق 88 متسابقاً، ووصل إلى نهايته 63 متسابقاً.
فاز فيه بالمركز الأول انجيل مادرازو، وبالمركز الثاني جون ازقيراي، وبالمركز الثالث Amets Txurruka ‏، والفائز حسب ترتيب السرعة Juan Carlos Riutort ‏، والفريق الفائز في ترتيب الفرق Caja Rural-Seguros RGA 2015.

## الفرق
| فرق عالمية (2)- Movistar Team - Orica-GreenEDGE فرق قارية محترفة (3)- كاجا رورال-سيغوروس 2015 ‏ - Cofidis, Solutions Crédits - غازبروم روسفيلو ‏ فرق قارية (6)- برجس بي إتش 2015 ‏ - Sabgal–Anicolor ‏ - Team Idea 2010 ASD ‏ - Inteja Dominican Cycling Team ‏ - Java–Partizan Pro Cycling Team ‏ - موسم يوسكادي مورياس 2015 ‏ |  |
| |  |

## وصلات خارجية
- الموقع الرسمي